# アンブロジウス・ボスハールト
アンブロジウス・ボスハールト（蘭: Ambrosius Bosschaert [ɑmˈbroːsiʏs ˈbɔsxaːrt], 1573年1月18日 - 1621年）は、オランダ絵画黄金時代の画家。花を描いた静物画で知られている。同名の息子も画家のため、アンブロシウス・ボスハールト（父）と表記されることもある。

## 生涯
アントウェルペン生まれ。その地で画家としてのキャリアをスタートするが、プロテスタントに対する迫害を避けて、1587年に家族でミデルブルフに移り、人生の大半をそこで過ごした。ボスハールトは静物画、特に花を多く描き、「AB」というモノグラムでも知られている。1593年にミルデブルフで聖ルカ組合に登録され、後に組合長ともなった。
ボスハールトの3人の息子（Ambrosius II、Johannes、Abraham）も花を描く画家となった。義理の兄弟であるバルタザール・ファン・デル・アストはボスハールトの工房で働いたこともある。
ボスハールトはアムステルダム（1614年）やベルヘン・オプ・ゾーム（1615年から1616年）、ユトレヒト（1616年から1619年）、 ブレダ（1619年）などでも活動した。1619年にユトレヒトに移った際、ファン・デル・アストはその地の聖ルカ組合（アブラハム・ブルーマールトが組合長になったばかりであった）に加入した。ルーラント・サーフェリーも同じころに加入しており、ボスハールトはサーフェリーの影響を少なからず受けたと考えられる。
ボスハールトはデン・ハーグで没した。彼の死後、ファン・デル・アストがその工房と弟子たちを引き継いだ。

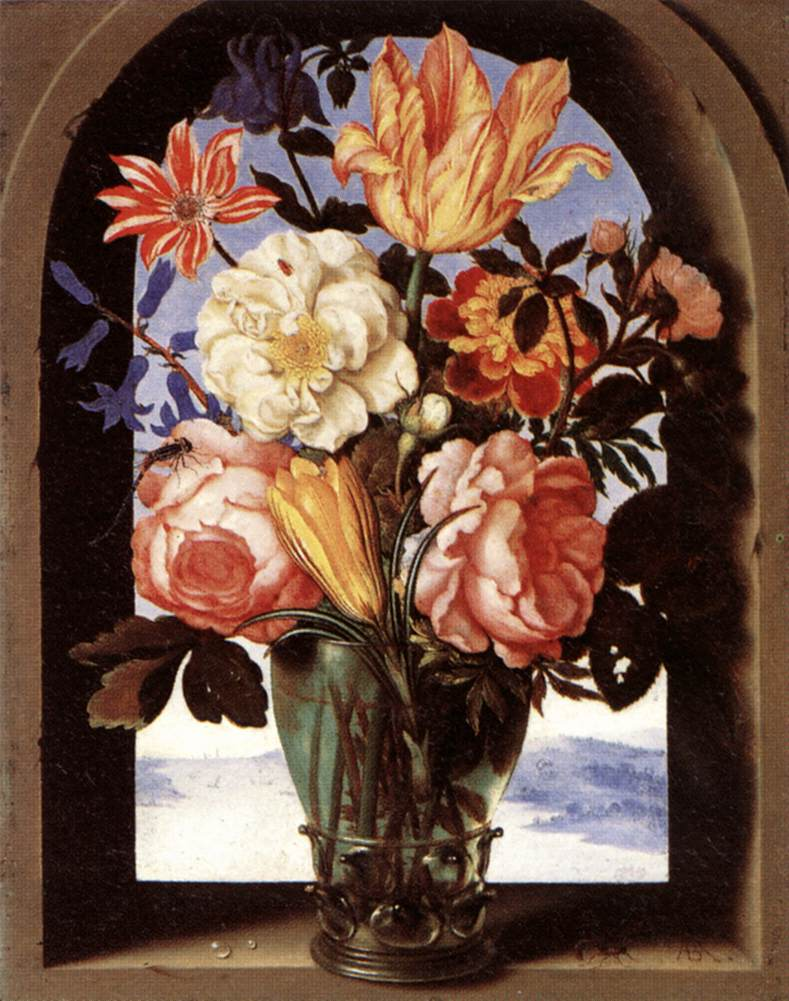
『風景の見える石のアーチの中に置かれた花束』（1620年頃） ルーヴル美術館
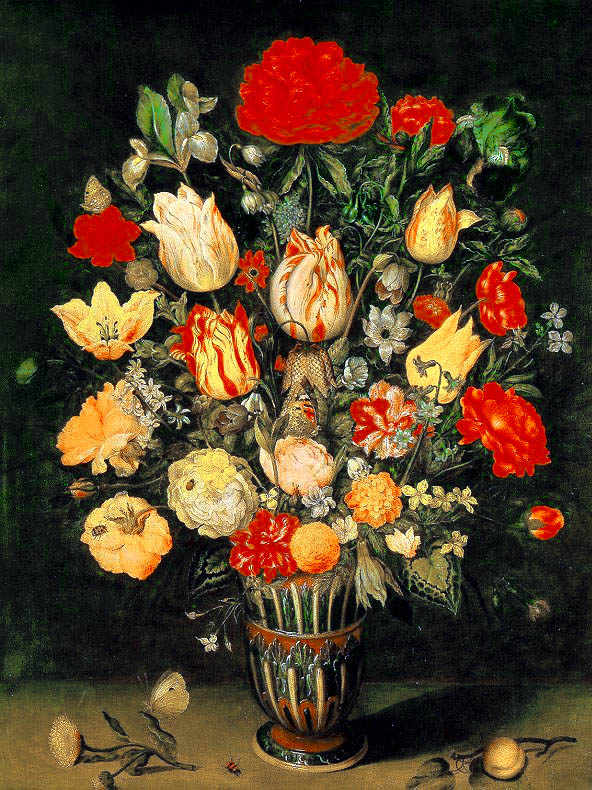
『花』 アルテ・ピナコテーク
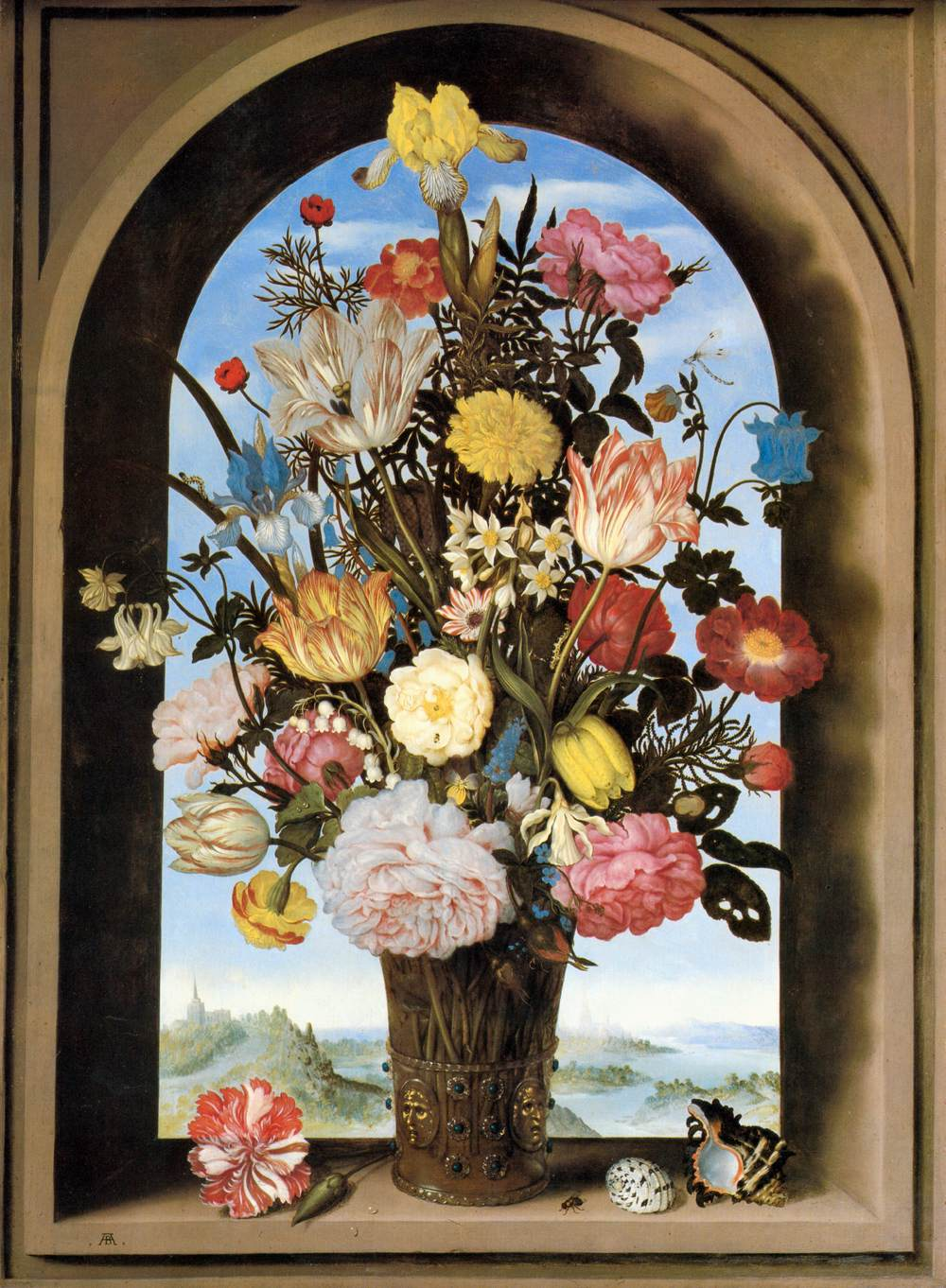
『窓辺に置かれた花瓶の花』（1618-1620年） マウリッツハイス美術館

## 参照
1. 1 2 3 4 5 6  Ambrosius Bosschaert in the RKD